# Alan Heston
Alan Wiley Heston (geboren 18. Oktober 1934 in Portland, Oregon; gestorben 25. Oktober 2024) war ein US-amerikanischer Wirtschaftswissenschaftler und Hochschullehrer, der vor allem durch seine Zusammenarbeit mit dem Wirtschaftswissenschaftler Robert Summers und die Entwicklung des Penn World Table (PWT) bekannt wurde.

## Leben und Karriere
Heston erhielt im Jahr 1955 einen B.A. von der University of Oxford und anschließend im Jahr 1957 einen M.A. von der University of Washington. Seinen Ph.D. absolvierte er an der Yale University im Jahr 1962. Von 1961 bis 1962 war er Assistant Professor in Yale. Im Anschluss wechselte er an die University of Pennsylvania, wo er bis 1967 als Assistant Professor und dann bis 1977 Associate Professor arbeitete, bevor er 1977 zum Professor berufen wurde. Im Jahr 2003 wurde er emeritiert.
Daneben arbeitete er als Gastdozent, als Berater für die Vereinten Nationen, die Weltbank, die International Association for Research on Income and Wealth (IARIW) sowie Herausgeber der Annals der American Academy of Political and Social Science.
Er war Mitglied der American Economic Association, der Cliometric Society und der International Association for Research in Income and Wealth.
Er war mit Bettina Aten verheiratet, mit der er auch mehrere Veröffentlichungen verfasste. Er hatte bei seinem Tod zwei Kinder, fünf Enkel und zwei Urenkel.

## Forschung
Seit den frühen 1960er-Jahren beschäftigte sich Heston mit der empirischen Analyse der Wirtschaft südasiatischer Länder. Dabei untersuchte er beispielsweise den Kameltransport in Pakistan, die Rolle der „Heiligen Kuh“, Landzersplitterung und Goldpreise in Indien.
Gemeinsam mit Robert Summers (1922–2012) und Irving Kravis (1917–1992) begann er, die Veränderung makroökonomischer Daten (Bruttoinlandsprodukt, Preise, Kaufkraft) für verschiedene Länder zu sammeln, anfangs für Westeuropa, später auf globaler Ebene. Später entwickelte sich dies zum International Comparison Program (ICP) der Vereinten Nationen, das die ersten systematischen Vergleiche der Kaufkraft erzeugte. Zusammen mit Summers leitete Heston das Center for International Comparisons (CIC) der University of Pennsylvania, das diese Aufgabe übernahm. Sie erweiterten die Anzahl der Länder und entwickelten Schätzungen, mit denen sich die Bruttoinlandsprodukte verschiedener Länder vergleichen lassen. Aus diesen Arbeiten entstand der Penn World Table, eine wichtige Datenbank der Außenwirtschaftstheorie. Für diese Arbeit wurden Summers und Heston im Jahr 1998 als American Economic Association Distinguished Fellows ausgezeichnet. Version 8 des Penn World Tables im Jahr 2013 wurde von der University of California, Davis und der Reichsuniversität Groningen veröffentlicht, Henson wirkte allerdings weiterhin als Berater.